# Kim Carnes
Kim Carnes (Los Angeles, 20 de julho de 1945) é uma cantora e compositora norte-americana de música pop e country, célebre por seus grandes sucessos durante a década de 1980, como, "More Love," "Bette Davis Eyes", "I'll Be Here Where the Heart Is", "Make No Mistake (He's Mine)" com Barbra Streisand,, "Crazy in the Night (Barking at Airplanes)" e "What About Me" com Kenny Rogers e James Ingram.

## Carreira

### 1966-1979:Início daCarreira
Kim começou sua carreira em 1966, como membro do grupo folk "New Christy Minstrels", antes de embarcar em uma carreira solo como compositora e intérprete no início da década de 1970, tocando em clubes locais. Juntando-se a ela no grupo na mesma época estava Kenny Rogers, com quem ela mais tarde colaborou. Em 1971, depois de assinar seu primeiro contrato, ela lançou seu álbum de estreia Rest on Me.. Lançado em 1975, o segundo álbum homônimo de Carnes trouxe seu primeiro single nas paradas, "You're a Part of Me", que alcançou a 32ª posição na parada Adult Contemporary da Billboard. No ano seguinte, Carnes lançou o álbum Sailin, que incluía "Love Comes from Unexpected Places". A canção venceu o Festival da Canção Americana e o prêmio de Melhor Composição no Festival da Canção de Tóquio em 1976.

### 1980-1989: Sucesso eBette Davis Eyes
Em 1980, Carnes e seu marido, David Ellingson, foram contratados por Kenny Rogers para co-escrever as músicas de seu álbum conceitual Gideon. Seu dueto com Rogers, "Don't Fall in Love with a Dreamer ", se tornou um grande sucesso nas paradas e rendeu à dupla uma indicação ao Grammy de Melhor Colaboração. Mais tarde naquele ano, o cover de Carnes de "More Love", de Smokey Robinson, de seu quinto álbum, Romance Dance, alcançou a décima posição na Hot 100. No ano seguinte; Robinson ficou tão impressionado com a gravação de Carnes e o sucesso com a música, que mais tarde compôs "Being with You" para ela.
Em abril de 1981, Carnes lançou seu sexto álbum de estúdio, Mistaken Identity, e chegou no topo das paradas com, "Bette Davis Eyes, um sucesso mundial, que tornou-se o single mais vendido do ano nos Estados Unidos em 1981, passando nove semanas em primeiro lugar na Billboard Hot 100, sendo certificado com disco de ouro e vencendo dois Grammys em 1982, o de Gravação do Ano e Canção do Ano. Bette Davis admitiu ser fã da música e mandou uma carta a Carnes e aos compositores, Donna Weiss e Jackie DeShannon, para agradecê-los. Mistaken Identity alcançou o primeiro lugar na Billboard 200, recebeu certificado de Platina e foi indicado ao Grammy de Álbum do Ano. Dois singles subsequentes foram lançados do álbum, a faixa-título e "Draw of the Cards", que também alcançou sucesso no Reino Unido e na Austrália. 
Em 1982, Carnes lançou, Voyeur, seu sétimo álbum de estúdio, e em 1983, lançou seu oitavo álbum, Café Racers, que gerou três singles nas paradas: "Invisible Hands", "You Make My Heart Beat Faster (And That's All That Matters)"  e "I Pretend"; A faixa "I'll Be Here Where the Heart Is" foi incluída na trilha sonora do filme Flashdance. Em 1984, Kim escreveu e cantou na faixa "Make No Mistake, He's Mine", single de Barbra Streisand, para o álbum Emotion.
Em 1985, Carnes lançou seu nono álbum de estúdio, Barking at Airplanes, gerou dois singles de sucesso na Billboard Hot 100: "Crazy in the Night (Barking at Airplanes)" (nº 15) e "Abadabadango" (nº 67); Ela também lançou o single "What About Me?" com Kenny Rogers e James Ingram, e foi uma das cantoras convidadas no single beneficente "We Are the World", e pode ser vista no videoclipe cantando a última linha da ponte da música ao lado de Huey Lewis e Cyndi Lauper. 
Em maio de 1986, lançou seu décimo álbum de estúdio, Light House, que gerou o single de sucesso, "Divided Hearts". Em 1987, ela lançou a canção "My Heart Has a Mind of Its Own", um dueto com Jeffrey Osborne para a trilha sonora do filme Spaceballs. Em julho de 1988, foi lançado seu décimo primeiro álbum, View from the House, que alcançou a 39ª posição na parada Billboard Top Country Albums.

### 1990-1999
Em março de 1991, Carnes lançou Checkin' Out the Ghosts, seu décimo segundo álbum que foi lançado exclusivamente no Japão.. Ela também gravou o single "Hooked on the Memory of You", um dueto com Neil Diamond para seu álbum Lovescape; Em 1992, Diamond lançou um álbum de compilação intitulado The Greatest Hits: 1966–1992, que trouxe um novo dueto com Carnes, um cover de "Heartbreak Hotel".
Em 1993, Kim lançou sua primeira coletânea de sucessos, Gypsy Honeymoon: The Best of Kim Carnes, que além dos sucessos, trouxe rês novas gravações. Em 1994, Carnes mudou-se de Los Angeles para Nashville, e se tornou uma cantora country. Ao longo dos anos 90, ela continuou a compor músicas para outros artistas e vários artistas fizeram covers de suas músicas.

### 2000-presente
Ao longo da década de 2000, Carnes continuou a escrever e gravar canções para trilhas sonoras de filmes, incluindo o cover de "Ring of Fire", um dueto com o ator Jeff Bridges para a trila sonora do filme, The Contender (2000).
Em 2004, seu décimo terceiro, e último álbum de inéditas, Chasin' Wild Trains, foi lançado.

## Vida Pessoal
Carnes reside em Nashville com o marido Dave Ellingson, com o qual, é casada desde 1967. Eles têm dois filhos, Collin e Ry.

## Discografia
Álbuns de Estúdio
- Rest on Me (1971)
- Kim Carnes (1975)
- Sailin' (1976)
- St. Vincent's Court (1979)
- Romance Dance (1980)
- Mistaken Identity (1981)
- Voyeur (1982)
- Café Racers (1983)
- Barking at Airplanes (1985)
- Light House (1986)
- View from the House (1988)
- Checkin' Out the Ghosts (1991)
- Chasin' Wild Trains (2004)